# Hirondelle dorée
Tachycineta euchrysea
Espèce
Synonymes
- Hirundo euchrysea
(protonyme)
- Kalochelidon euchrysea

Statut de conservation UICN

 VU B1ab(i,ii,iii,iv,v) : Vulnérable
L'Hirondelle dorée (Tachycineta euchrysea)  est une espèce de passereaux de la famille des Hirundinidae.

## Répartition
Cet oiseau vit en République dominicaine, à Haïti et en de rares zones montagneuses de la Jamaïque.

## Sous-espèces

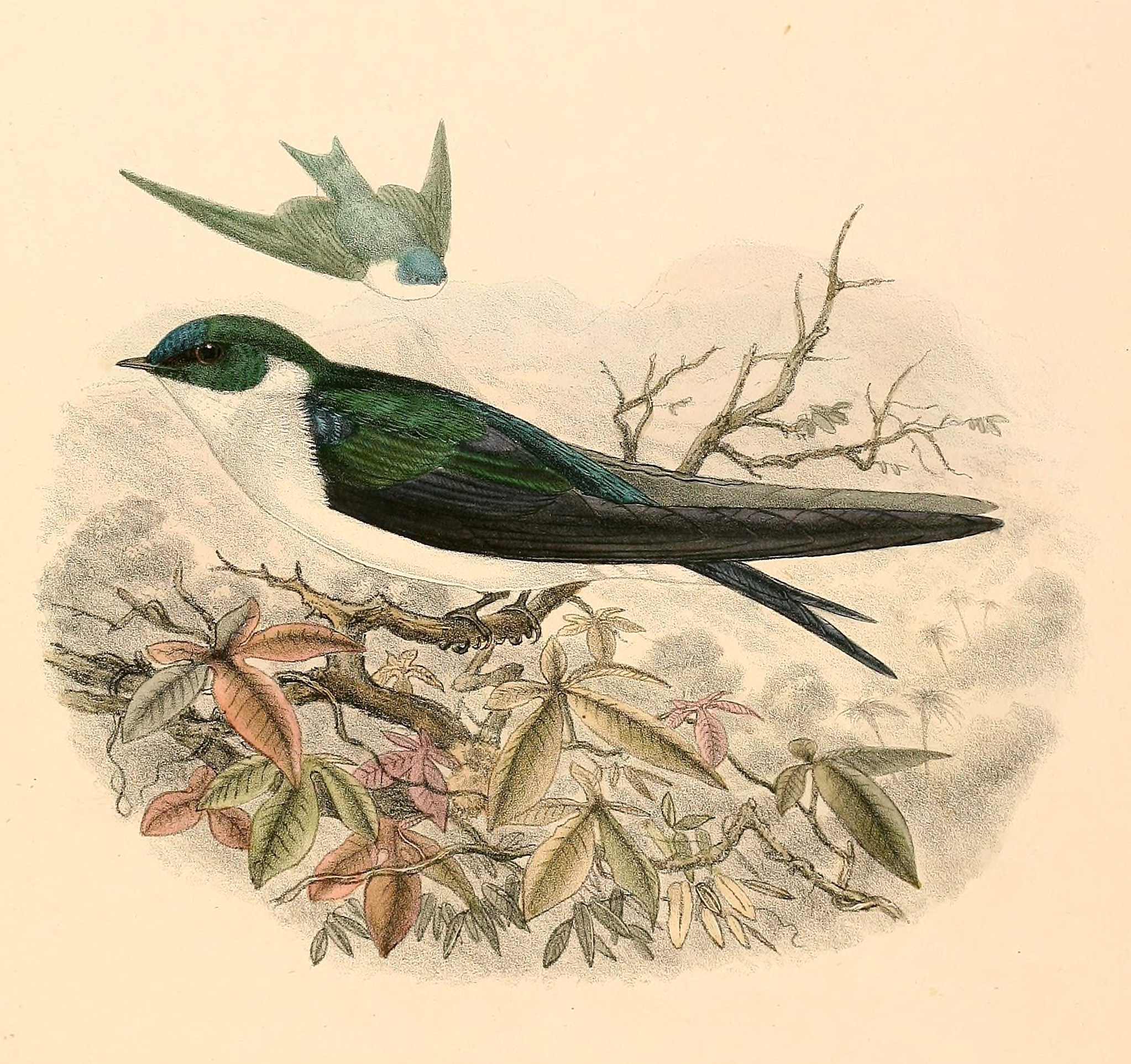
Tachycineta euchrysea sclateri

Cet oiseau est représenté par deux sous-espèces :
- Tachycineta euchrysea euchrysea (Gosse, 1847) ;
- Tachycineta euchrysea sclateri (Cory, 1884).